# 팬더웨일컴퍼니의 음반
이 문서는 팬더웨일컴퍼니에서 발매한 음반 목록이다.

## 2010년대
- 2015년 2월 24일 플링 - Alive Young
- 2015년 6월 5일 플링 - [Digital Single] Strawberries
- 2015년 11월 19일 더 모노톤즈 - Into The Night
- 2016년 4월 22일 플링 - [Digital Single] i (아이)
- 2016년 5월 25일 플링 - [Digital Single] Young Love
- 2016년 6월 28일 더 모노톤즈 - [Digital Single] 온스테이지 273번째 더 모노톤즈 (The Monotones)
- 2016년 7월 29일 플링 - Jolly
- 2016년 8월 30일 러브엑스테레오 - [Digital Single] Rage Is Not Enough (Danja Mix)
- 2016년 9월 25일 더 모노톤즈 - [Digital Single] 여름의 끝
- 2016년 11월 28일 안예은 - 안예은
- 2017년 2월 6일 안예은 - 역적:백성을 훔친 도적 OST Part.2[1]
- 2017년 3월 13일 안예은 - 역적:백성을 춤친 도적 OST Part.3
- 2017년 5월 8일 안예은 - 역적:백성을 훔친 도적 OST 안예은 Special
- 2017년 8월 21일 안예은 - 一日 (일일)
- 2017년 12월 5일 안예은 - [Digital Single] 같은 생각
- 2018년 3월 30일 안예은 - [Digital Single] 홀로봄
- 2018년 4월 19일 슈야 - [Digital Single] 착각
- 2018년 6월 14일 슈야 - [Digital Single] 너란 애는
- 2018년 7월 12일 안예은 - O
- 2019년 2월 25일 안예은 - 왕이 된 남자 OST Part.7
- 2019년 4월 14일 슈야 - 게임을 맛보는 남자 OST[2]